# بيكان (أصفهان)
بيكان هي قرية في مقاطعة أصفهان، إيران. عدد سكان هذه القرية هو 2,583 في سنة 2006.